# حم شوكي
الحَمّ الشوكي (باللاتينية: Moricandia spinosa) نوع نباتي يتبع جنس الحَمّ من الفصيلة الكرنبية.

## الموئل والانتشار
```
هذا النوع 
متوطن
 في 
المغرب العربي
.
[
1
]
[
2
]
```